# Antonio de Velasco y Ayala, Conde de Fuensalida
Antonio de Velasco y Ayala, Conde de Fuensalida foi Vice-rei de Navarra. Exerceu o vice-reinado de Navarra entre 1676 e 1681. Antes dele o cargo foi exercido por Alessandro Farnese, Duque de Parma e Piacenza. Seguiu-se-lhe Íñigo de Velandia.